# Diamond (Misuri)
Diamond es un pueblo ubicado en el condado de Newton en el estado estadounidense de Misuri. En el Censo de 2010 tenía una población de 902 habitantes y una densidad poblacional de 465,59 personas por km².

## Geografía
Diamond se encuentra ubicado en las coordenadas 36°59′49″N 94°18′55″O / 36.99694, -94.31528. Según la Oficina del Censo de los Estados Unidos, Diamond tiene una superficie total de 1.94 km², de la cual 1.93 km² corresponden a tierra firme y (0.13%) 0 km² es agua.

## Demografía
Según el censo de 2010, había 902 personas residiendo en Diamond. La densidad de población era de 465,59 hab./km². De los 902 habitantes, Diamond estaba compuesto por el 94.01% blancos, el 0.67% eran afroamericanos, el 1.44% eran amerindios, el 0.11% eran asiáticos, el 0% eran isleños del Pacífico, el 1.11% eran de otras razas y el 2.66% pertenecían a dos o más razas. Del total de la población el 1.88% eran hispanos o latinos de cualquier raza.